# Asesino (álbum)
Asesino es el séptimo álbum de estudio de la banda argentina de heavy metal Horcas, publicado en 2006 por Soy Rock/Sony BMG.
El álbum continúa con el sonido establecido en su anterior trabajo Demencial, más cerca del groove Metal, el nü Metal, el metalcore y los estilos de metal moderno que sonaban en ese entonces.

## Temas
1. Asesinos
2. Pesadilla
3. Pánico
4. Revancha
5. Confusión
6. Guerra
7. Basura
8. Decadencia
9. Distorsión
10. Amnesia

## Músicos
- Topo Yáñez (bajo, productor)
- Walter Meza (voz)
- Sebastián Coria (guitarra)
- Gabriel Lis (guitarra)
- Guillermo De Luca (batería)